# Istituto delle suore di San Giuseppe

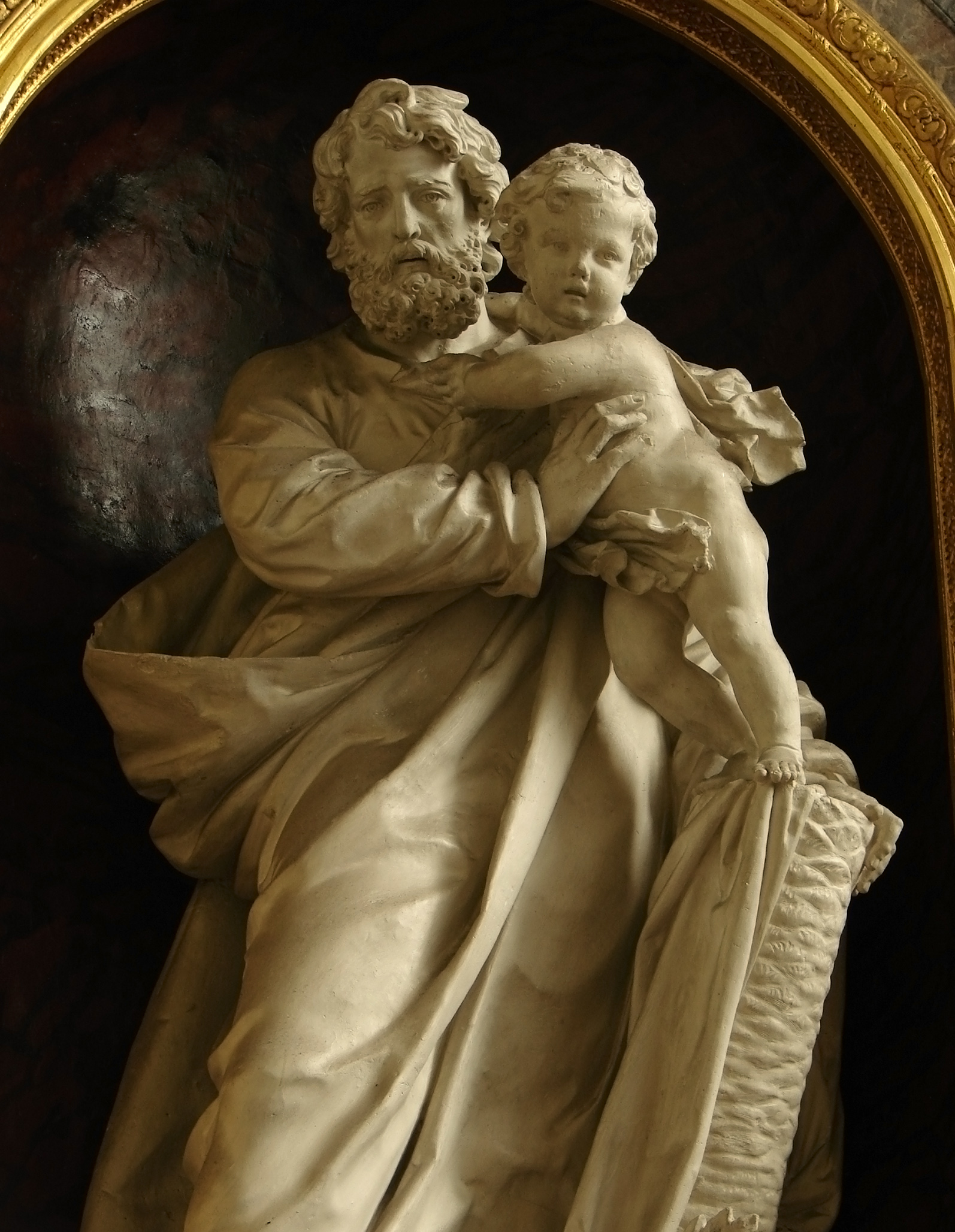
San Giuseppe: scultura del XIX secolo eseguita dai fratelli Duthoit per la cattedrale di Amiens

L'Istituto delle Suore di San Giuseppe (in francese Institut des Sœurs de Saint Joseph) è un istituto religioso femminile di diritto pontificio.

## Storia
L'istituto è nato per riunire numerose congregazioni minori di Suore di San Giuseppe attive in Francia, tutte nate dal carisma di Jean-Pierre Médaille (1610–1669).
Con decreto della Santa Sede del 24 dicembre 1993 venne stabilita l'unione di sei congregazioni: quattro di Suore di San Giuseppe (di Le Puy, di Clermont, di Saint-Étienne-de-Lugdarès, di Viviers) e altre due di diritto diocesano (di San Francesco Régis d'Aubenas e della Dottrina Cristiana di Meyrueis); nel 1996 si unì all'istituto anche la congregazione delle Suore di San Giuseppe di Rodez.

## Attività e diffusione
Le Suore di San Giuseppe si dedicano a varie opere di apostolato (istruzione, assistenza sanitaria, promozione sociale).
Sono presenti in Italia, in Francia, in Belgio, in Algeria, in Madagascar, in Romania, in Burkina Faso, in Costa d'Avorio e in Senegal: la sede generalizia è a Saint-Péray (Ardèche).
Al 31 dicembre 2005 l'istituto contava 1.006 religiose in 214 case.